# Colba-Superano Ham/Saison 2013
Dieser Artikel listet Erfolge und Fahrer des Radsportteams Colba-Superano Ham in der Saison 2013 auf.

## Erfolge im Cyclocross 2013/2014
| Datum        | Rennen                                            | Fahrer        |
| ------------ | ------------------------------------------------- | ------------- |
| 16. November | Shinshu Cyclocross Nobeyama Kogen Round 1, Nagano | Yu Takenouchi |
| 17. November | Shinshu Cyclocross Nobeyama Kogen Round 2, Nagano | Yu Takenouchi |
| 24. November | Kansai Cyclocross Yasu Round, Yasu                | Yu Takenouchi |
| 8. Dezember  | Japanische Meisterschaft                          | Yu Takenouchi |

## Abgänge – Zugänge
| Zugänge                          | Team 2012                    | Abgänge                             | Team 2013         |
| -------------------------------- | ---------------------------- | ----------------------------------- | ----------------- |
| Sven Jodts                       | Topsport Vlaanderen-Mercator | Rick van Caldenborgh                | Doltcini-Flanders |
| Denis Flahaut                    | Roubaix Lille Métropole      | Kevin Suárez                        | Doltcini-Flanders |
| Yu Takenouchi                    | Trek-Marco Polo (2009)       | Mathias Van Holderbeke              | Doltcini-Flanders |
| Victor Fobert                    | Neoprofi                     | Tom Goovaerts                       | Team 3M           |
| Aron Kremer                      | Neoprofi                     | Timothy Vangheel                    | Team 3M           |
| James Mowatt                     | Neoprofi                     | Olivier Pardini                     | Vérandas Willems  |
| Niels Schittecatte               | Neoprofi                     | Laurent Carton                      | Unbekannt         |
| Quentin Tanis                    | Neoprofi                     | Hamish Robert Haynes                | Unbekannt         |
| Brent Van De Kerkhove            | Neoprofi                     | Normand Ronny                       | Unbekannt         |
| Matthias Van Den Heede           | Neoprofi                     | Tom Van Becelaere                   | Unbekannt         |
| Niels Van Dorsselaer             | Neoprofi                     | Sven Van Den Houte                  | Unbekannt         |
| Saimen De Laeter (ab 15. August) | Neoprofi                     | Niels Van Dorsselaer (bis 31. Juli) | Unbekannt         |

## Mannschaft
| Name                   | Geburtstag        | Nationalität | Team 2014                       |
| ---------------------- | ----------------- | ------------ | ------------------------------- |
| Saimen De Laeter       | 17. Februar 1994  | Belgien      |                                 |
| Denis Flahaut          | 28. November 1978 | Frankreich   | Veranclassic-Doltcini           |
| Victor Fobert          | 18. Dezember 190  | Frankreich   | ESEG Douai                      |
| Jurgen François        | 26. März 1985     | Belgien      | Decock-Woningbouw Vandekerckove |
| Sven Jodts             | 14. Oktober 1988  | Belgien      |                                 |
| Aron Kremer            | 4. Mai 1989       | Niederlande  | Westland Wil Vooruit            |
| Clément Lhotellerie    | 9. März 1986      | Frankreich   | Peltrax-CS Dammarie-lès-Lys     |
| James Mowatt           | 28. Mai 1990      | Australien   | CC Villeneuve Saint-Germain     |
| Niels Schittecatte     | 13. November 1992 | Belgien      | Cibel                           |
| Yu Takenouchi          | 1. September 1988 | Japan        | Veranclassic-Doltcini           |
| Quentin Tanis          | 27. März 1990     | Frankreich   | VCA Saint-Quentin               |
| Brent Van De Kerkhove  | 12. Oktober 1994  | Belgien      |                                 |
| Matthias Van Den Heede | 24. Dezember 1993 | Belgien      |                                 |
| Jim Vercruyce          | 6. Dezember 1988  | Belgien      | Asfra Racing Team Oudenaarde    |
| Stagiaires             | Stagiaires        | Nationalität | Nationalität                    |
| Arthur Fobert          | Arthur Fobert     | Frankreich   | Frankreich                      |
| Yuma Koishi            | Yuma Koishi       | Japan        | Japan                           |